# Let U Go (Reworked)
Let U Go (Reworked) – trzeci singel ATB z albumu Seven Years: 1998–2005. Został wydany 16 grudnia 2005 roku i zawiera pięć utworów. Piosenka jest nową aranżacją nagrania Let U Go z 2001 roku. Piosenkę zaśpiewał Jan Löchel.

## Lista utworów
| Nr | Tytuł                                                        | Długość |
| -- | ------------------------------------------------------------ | ------- |
| 1. | Let U Go (Reworked) (Airplay Mix)                            | 3:26    |
| 2. | Let U Go (Reworked) (Ambient Remix)                          | 3:43    |
| 3. | Let U Go (Reworked) (AT&R Remix)                             | 8:16    |
| 4. | Let U Go (Reworked) (Tocadisco Doesn't Give a Rat's Ass Mix) | 7:01    |
| 5. | Let U Go (Reworked) (E-Craig's 2005 Rework)                  | 7:32    |